# Фелука
Фелука (арап. فلوكة‎) је назив за једрењака на подручју медитерана са једним или два јарбола и служи углавном за превоз робе. Данас се користе на пример у Египту. У ранија времена коришћене су исто као ратни или гусарски бродови.